# جان فرنچ اسلون
جان فرنچ اسلوْن (انگلیسی: John French Sloan; ۲ اوت ۱۸۷۱ – ۷ سپتامبر ۱۹۵۱) نقاش و تصویرگر اهل ایالات متحده آمریکا و از پایه‌گذاران مکتب اشکن بود.